# Patricia Barry
Patricia Barry (nata Patricia White; Davenport, 16 novembre 1922 – Los Angeles, 11 ottobre 2016) è stata un'attrice statunitense.
Recitò dal 1946 al 1992 in oltre 30 film e dal 1950 al 2001 in oltre cento produzioni televisive. Nel corso della sua carriera, fu accreditata anche con il nome di battesimo, Patricia White.

## Biografia

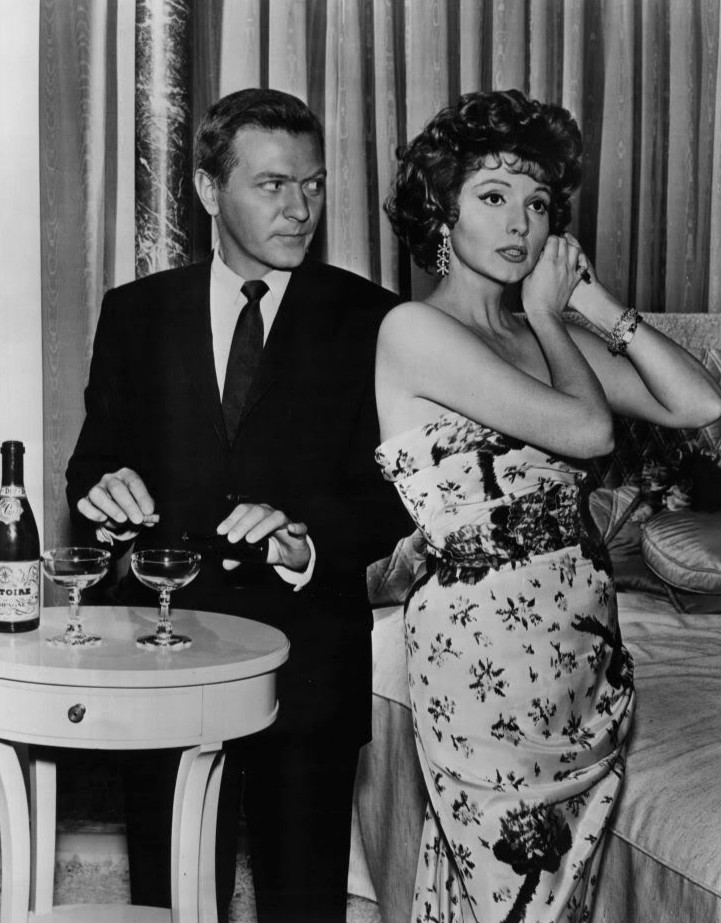
Patricia Barry con George Grizzard in una foto pubblicitaria per l'episodio Miele amaro della serie antologica Ai confini della realtà.

Patricia Barry fece il suo debutto al cinema a metà degli anni quaranta e in televisione agli inizi degli anni cinquanta. Inizialmente accreditata al cinema con il cognome da nubile, prese poi a farsi chiamare Patricia Barry quando sposò il produttore e regista Philip Barry, Jr..
Si dedicò ad una lunga carriera televisiva dando vita a numerosi personaggi per varie serie, tra cui Laurie James nella soap opera First Love, Adele Adams in due episodi della serie The Rifleman dal 1959 al 1960 (più un altro episodio con un altro ruolo), Pamela MacLish in due episodi della serie Io e i miei tre figli dal 1960 al 1962, Lydia McGuire in tre episodi della serie Il dottor Kildare nel 1965 (più altri due episodi con altri ruoli), Kate Harris in 13 episodi della serie Harris Against the World dal 1964 al 1965, Marian Sternwood in un doppio episodio della serie The Bold Ones: The Lawyers nel 1972, Peg English in quattro episodi della soap La valle dei pini nel 1981, Sally 'Miss Sally' Gleason in 11 episodi della soap Sentieri dal 1985 al 1987, Isabella Alden in due episodi della soap Quando si ama dal 1992 al 1993 e Lana Barnes in quattro episodi della serie Ghostwriter nel 1993. 
Interpretò inoltre numerosi altri personaggi secondari o ruoli da guest star in molti episodi di serie televisive dagli anni cinquanta agli anni novanta, anche con ruoli diversi in più di un episodio; partecipò, tra l'altro a tre episodi di The Alcoa Hour, due episodi di Bachelor Father, tre episodi di Thriller, tre episodi di Perry Mason e tre episodi di Gunsmoke. Prese parte anche a due episodi della serie classica di Ai confini della realtà e al terzo segmento del film a episodi omonimo del 1983.
Fu inoltre accreditata in diverse produzioni cinematografiche per le quali interpretò personaggi più o meno secondari, come Fritzie, la segretaria di Bauer, in Perdutamente (1946), Chorine in Io amo (1947), Angela, Maid in Il grido del lupo (1947), Ellen Trennis in When a Girl's Beautiful (1947), Deborah Allen in Il naufragio dell'Hesperus (1948), Helen Carter in Riders of the Whistling Pines (1949), Maggie Graham in Manhattan Angel (1949), Muriel Gordon in Mani lorde (1949), Mary Mahan in Il tatuaggio misterioso (1950), Johanna Price in Safe at Home! (1962), Linda Bullard in Non mandarmi fiori! (1964), Mitchell in Tre donne per uno scapolo (1964) e la dottoressa Sadler in Il divorzio è fatto per amare (1971).
La sua ultima partecipazione ad una serie televisiva risale all'episodio Gobble, Gobble della serie Providence trasmesso nel 2001.

## Filmografia

### Cinema
- Tragico destino (Her Kind of Man), regia di Frederick de Cordova (1946)
- Two Guys from Milwaukee, regia di David Butler (1946)
- Il prezzo dell'inganno (Deception), regia di Irving Rapper (1946)
- Il mistero delle 5 dita (The Beast with Five Fingers), regia di Robert Florey (1946)
- Perdutamente (Humoresque), regia di Jean Negulesco (1946)
- Io amo (The Man I Love), regia di Raoul Walsh (1947)
- Il grido del lupo (Cry Wolf), regia di Peter Godfrey (1947)
- Rivista di stelle (Variety Girl), regia di George Marshall (1947)
- When a Girl's Beautiful, regia di Frank McDonald (1947)
- Rose of Santa Rosa, regia di Ray Nazarro (1947)
- Il naufragio dell'Hesperus (The Wreck of the Hesperus), regia di John Hoffman (1948)
- Trapped by Boston Blackie, regia di Seymour Friedman (1948)
- Flat Feat, regia di Edward Bernds (1948) - corto
- Blazing Across the Pecos, regia di Ray Nazarro (1948)
- Singin' Spurs, regia di Ray Nazarro (1948)
- Go Chase YourselfGo Chase Yourself, regia di Jules White (1948)
- Amanti crudeli (Slightly French), regia di Douglas Sirk (1949)
- Riders of the Whistling Pines, regia di John English (1949)
- Manhattan Angel, regia di Artur Dreifuss (1949)
- Mani lorde (The Undercover Man), regia di Joseph H. Lewis (1949)
- Il tatuaggio misterioso (The Tattooed Stranger), regia di Edward Montagne (1950)
- Pardon My Nightshirt (1956)
- Safe at Home!, regia di Walter Doniger (1962)
- Non mandarmi fiori! (Send Me No Flowers), regia di Norman Jewison (1964)
- La gatta con la frusta (Kitten with a Whip), regia di Douglas Heyes (1964)
- Tre donne per uno scapolo (Dear Heart), regia di Delbert Mann (1964)
- Il divorzio è fatto per amare (The Marriage of a Young Stockbroker), regia di Lawrence Turman (1971)
- The End of August, regia di Bob Graham (1982)
- Ai confini della realtà (Twilight Zone: The Movie), regia di  Joe Dante, John Landis (1983)
- Per gioco e per amore (For Keeps?), regia di John G. Avildsen (1988)
- Dance to Win, regia di Ted Mather (1989)
- Seduzione pericolosa (Sea of Love), regia di Harold Becker (1989)
- Intimità violata (Invasion of Privacy), regia di Kevin Meyer (1992)
- Delusional, regia di Cammie Pavesic (2014)

### Televisione
- The Philco Television Playhouse – serie TV, un episodio (1950)
- Robert Montgomery Presents – serie TV, un episodio (1950)
- Armstrong Circle Theatre – serie TV, un episodio (1952)
- The Motorola Television Hour – serie TV, un episodio (1954)
- Suspense – serie TV, un episodio (1954)
- First Love – serie TV, un episodio (1954)
- Studio One – serie TV, 2 episodi (1955-1958)
- The Elgin Hour – serie TV, un episodio (1955)
- Goodyear Television Playhouse – serie TV, 2 episodi (1956-1957)
- The Alcoa Hour – serie TV, 3 episodi (1956-1957)
- Matinee Theatre – serie TV, 2 episodi (1957-1958)
- Maverick – serie TV, 2 episodi (1958-1959)
- Gunsmoke – serie TV, 3 episodi (1958-1970)
- Playhouse 90 – serie TV, 2 episodi (1958)
- The Millionaire – serie TV, 2 episodi (1959-1960)
- The Rifleman – serie TV, 3 episodi (1959-1960)
- General Electric Theater – serie TV, 4 episodi (1959-1962)
- The Third Man – serie TV, un episodio (1959)
- Indirizzo permanente (77 Sunset Strip) – serie TV, episodio 1x19 (1959)
- Sugarfoot – serie TV, episodio 2x13 (1959)
- Yancy Derringer – serie TV, episodio 1x23 (1959)
- Westinghouse Desilu Playhouse – serie TV, episodio 1x19 (1959)
- Richard Diamond (Richard Diamond, Private Detective) – serie TV, un episodio (1959)
- True Story – serie TV, un episodio (1959)
- Laramie – serie TV, un episodio (1959)
- Goodyear Theatre – serie TV, episodio 3x05 (1959)
- Startime – serie TV, un episodio (1959)
- Bachelor Father – serie TV, 2 episodi (1960-1961)
- Outlaws – serie TV, episodi 1x04-1x18 (1960-1961)
- Io e i miei tre figli (My Three Sons) – serie TV, 2 episodi (1960-1962)
- Thriller – serie TV, 3 episodi (1960-1962)
- Gli uomini della prateria (Rawhide) – serie TV, 2 episodi (1960-1963)
- Perry Mason – serie TV, 3 episodi (1960-1963)
- Ai confini della realtà (The Twilight Zone) – serie TV, 2 episodi (1960-1963)
- Bronco – serie TV, un episodio (1960)
- Tales of Wells Fargo – serie TV, un episodio (1960)
- Markham – serie TV, un episodio (1960)
- Diagnosis: Unknown – serie TV, un episodio (1960)
- Hong Kong – serie TV, episodio 1x11 (1960)
- I racconti del West (Zane Grey Theater) – serie TV, un episodio (1961)
- Michael Shayne – serie TV episodio 1x26 (1961)
- The Americans – serie TV, episodio 1x14 (1961)
- The Tall Man – serie TV, un episodio (1961)
- The Donna Reed Show – serie TV, un episodio (1961)
- Ben Casey – serie TV, episodio 1x10 (1961)
- Il dottor Kildare (Dr. Kildare) – serie TV, 6 episodi (1962-1965)
- Frontier Circus – serie TV, un episodio (1962)
- Route 66 – serie TV, un episodio (1962)
- Disneyland – serie TV, 2 episodi (1962)
- L'ora di Hitchcock (The Alfred Hitchcock Hour) – serie TV, 2 episodi (1963-1965)
- Il virginiano (The Virginian) – serie TV, episodio 1x17 (1963)
- Undicesima ora (The Eleventh Hour) – serie TV, un episodio (1963)
- Going My Way – serie TV, episodio 1x30 (1963)
- Harris Against the World – serie TV, 13 episodi (1964-1965)
- Destry – serie TV, un episodio (1964)
- The Farmer's Daughter – serie TV, un episodio (1964)
- The DuPont Show of the Week – serie TV, un episodio (1964)
- Insight – serie TV, 6 episodi (1965-1975)
- Agenzia U.N.C.L.E. (The Girl from U.N.C.L.E.) – serie TV, episodio 1x19 (1967)
- Il Calabrone Verde (The Green Hornet) – serie TV, un episodio (1967)
- Iron Horse – serie TV, episodio 1x29 (1967)
- Squadra speciale anticrimine (The Felony Squad) – serie TV, episodio 2x09 (1967)
- Ai confini dell'Arizona (The High Chaparral) - serie TV, episodio 1x13 (1967)
- CBS Playhouse – serie TV, un episodio (1967)
- Il grande teatro del West (The Guns of Will Sonnett) – serie TV, un episodio (1967)
- Al banco della difesa (Judd for the Defense) – serie TV, un episodio (1968)
- Ironside – serie TV, un episodio (1968)
- Mannix – serie TV, un episodio (1969)
- The Flying Nun – serie TV, un episodio (1969)
- Il rifugio del corvo (Crowhaven Farm) – film TV (1970)
- Il tempo della nostra vita (Days of Our Lives) – serie TV, 2 episodi (1971-1974)
- Eddie – film TV (1971)
- Monty Nash – serie TV, un episodio (1971)
- Dead Men Tell No Tales, regia di Walter Grauman  - film TV (1971)
- The Bold Ones: The Lawyers – serie TV, 2 episodi (1972)
- The Great American Beauty Contest – film TV (1973)
- Pepper Anderson agente speciale (Police Woman) – serie TV, un episodio (1975)
- Colombo (Columbo) – serie TV, un episodio (1975)
- Visions – serie TV, un episodio (1976)
- Charlie's Angels - serie TV, episodio 2x05 (1977)
- Lovers and Friends / For Richer, for Poorer – serie TV (1977-1978)
- First, You Cry – film TV (1978)
- Il transatlantico della paura (The French Atlantic Affair) (1979)
- Tre cuori in affitto (Three's Company) – serie TV, un episodio (1979)
- La valle dei pini (All My Children) – serie TV, 4 episodi (1980-1981)
- Bogie – film TV (1980)
- Cheaters – film TV (1980)
- A Cry for Love – film TV (1980)
- Quincy (Quincy M.E.) – serie TV, un episodio (1980)
- Sentieri (The Guiding Light) – serie TV, 11 episodi (1984-1987)
- The Jerk, Too – film TV (1984)
- Her Life as a Man – film TV (1984)
- Evergreen – miniserie TV, un episodio (1985)
- Detective per amore (Finder of Lost Loves) – serie TV, un episodio (1985)
- Simon & Simon – serie TV, un episodio (1986)
- Dalle 9 alle 5, orario continuato (9 to 5) – serie TV, un episodio (1987)
- Aaron's Way – serie TV, un episodio (1988)
- La signora in giallo (Murder, She Wrote) – serie TV, episodi 5x09-11x07 (1989-1994)
- California (Knots Landing) – serie TV, un episodio (1991)
- Dallas – serie TV, un episodio (1991)
- Hunter – serie TV, un episodio (1991)
- Quando si ama (Loving) – serie TV, 2 episodi (1992-1993)
- She Woke Up – film TV (1992)
- Ghostwriter – serie TV, 4 episodi (1993)
- Providence – serie TV, un episodio (2001)